# Santa María Temaxcalapa (Hidalgo)
Santa María Temaxcalapa es una localidad de México, localizada en el municipio de Tenango de Doria en el estado de Hidalgo.

## Geografía
Se encuentra en la región geográfica de la Sierra de Tenango. A la localidad le corresponden las coordenadas geográficas 20° 22’ 49.101” de latitud norte y 98° 11’ 54.388” de longitud oeste; con una altitud de 1024 m s. n. m. Cuenta con un clima templado húmedo con lluvias todo el año.
En cuanto a fisiografía se encuentra en la provincia de la Sierra Madre Oriental, dentro de la subprovincia del Carso Huasteco; su terreno es de sierra. En lo que respecta a la hidrografía se encuentra posicionado en la región Tuxpan-Nautla, dentro de la cuenca del río Tuxpan, y en la subcuenca del río Pantepec.

## Demografía
En 2020 registró una población de 588 personas, lo que corresponde al 3.36 % de la población municipal. De los cuales 285 son hombres y 303 son mujeres.
| Gráfica de evolución demográfica de Santa María Temaxcalapa entre 1900 y 2020                |
|                                                                                              |
| Población de los censos y conteos del Instituto Nacional de Estadística y Geografía (INEGI). |